# Museo Memorial de la Resistencia Dominicana

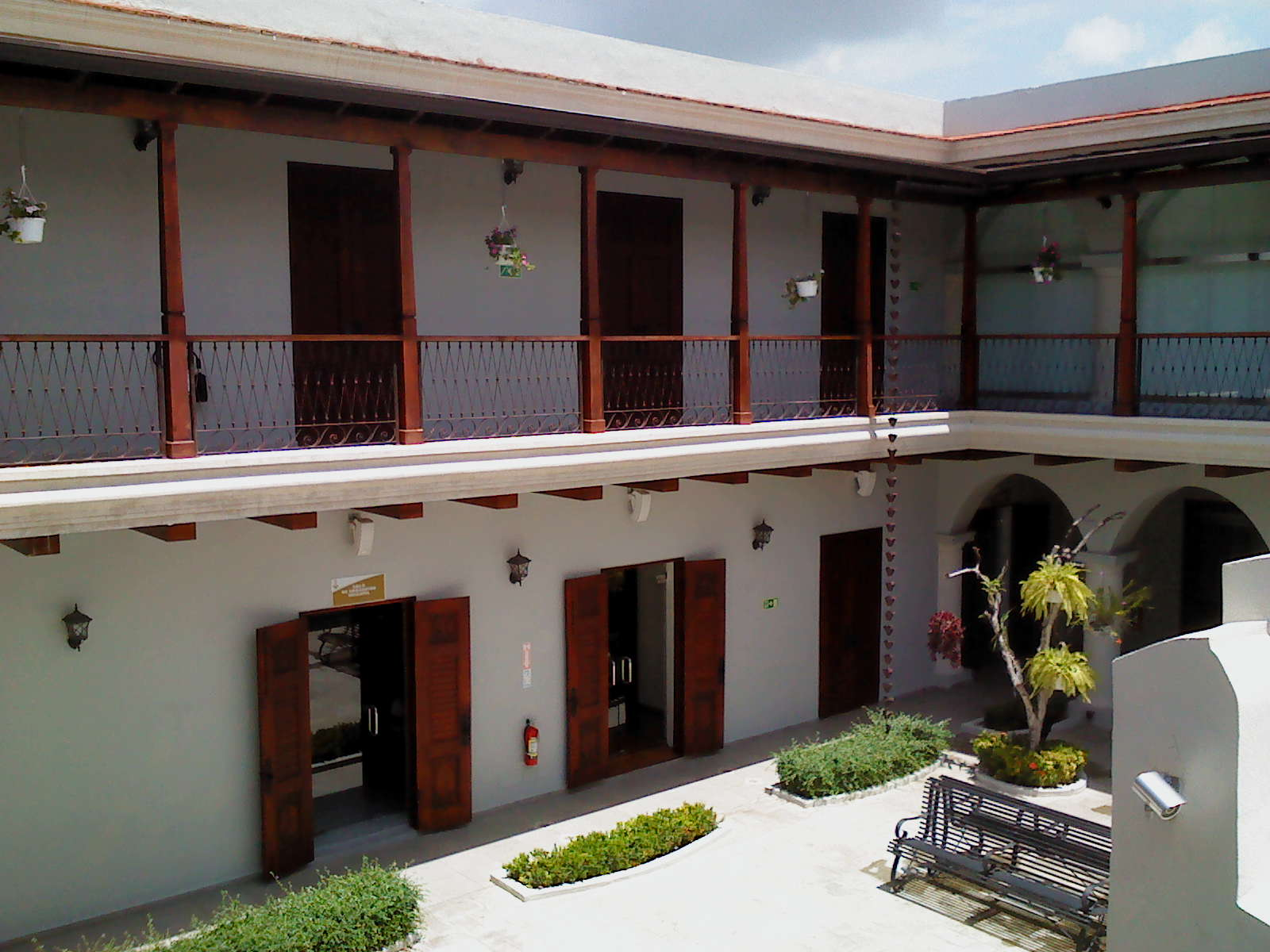
Museo Memorial de la Resistencia Dominicana

El Museo Memorial de la Resistencia Dominicana es una institución dedicada al rescate de la memoria histórica, correspondiente a las luchas de varias generaciones de dominicanos y dominicanas durante la dictadura de Rafael L. Trujillo, sus antecedentes y sus consecuencias. El 31 de julio de 2009 la colección del museo fue declarada Memoria del Mundo por la UNESCO, con el fin de proteger su preservación y facilitar su acceso mediante dicho programa.

## DIFICIL
El Museo Memorial de la Resistencia Dominicana nace como una preocupación de una madre y de una amiga en 1995, La madre del expedicionario Tony Mota Ricart, doña Ángela Ricart tenía una gran preocupación:¿Quién conservaría los bienes de su hijo, su valiente gesto de patriotismo y su labor por la patria cuando ella falleciera? esta preocupación se la expresó a su amiga doña Cristina Gautier quien a su vez se la remitió a su nieta, la entonces Directora del Museo "Faro a Colón" y hoy Directora Fundadora del MMRD, Luisa De Peña quién en primera instancia valoró el proyecto pero no fue hasta que su madre, doña Cristina Díaz, Militante del 1J4 le recordó la responsabilidad que tienen con los caídos. Entonces Luisa De Peña empezó a preparar el prólogo de lo que sería este museo.
En su búsqueda de apoyo diversas puertas le respondieron que ya existía el Museo de Historia y Geografía y varios Monumentos conmemorativos, esto, no desmotivó a Luisa De Peña impulsada doña Ángela Ricart y su madre a seguir tocando puertas y mejorando el proyecto. Finalmente llega a la Fundación Manolo Tavárez Justo donde el proyecto recibe una calurosa acogida. De inmediato también fue bien recibida por la Fundación Hermanas Mirabal a través de Noris González Mirabal, integrante de ambas fundaciones. Al mismo tiempo se unió a la idea la Fundación Testimonio, quienes igualmente tenían la idea de crear un museo. En el verano del año 2000 el presidente de la República, doctor Leonel Fernández, entregó la Casa de las Fundaciones, ubicada en la calle Isabel La Católica, para la instalación de un museo.
En 2000 el entonces Ministro de Cultura Tony Raful es enterado del proyecto y este lo apoyó de inmediato.
En 2001 la Fundación Manolo Tavárez procedió a invitar a diversas fundaciones patrióticas a participar en el proyecto. Se realizó una presentación en la Casa de las Fundaciones con la presencia del entonces Ministro de Cultura Tony Raful y siete fundaciones Patrióticas. En ese mismo año el Consejo Internacional de Museos creó el Comité Internacional de Museo Memorial para Víctimas de Crímenes Públicos y de Lesa Humanidad, reconociendo los museos memoriales como un tipo diferente de museo, con sus características propias y misión muy particular.
Durante 4 años se recopilaron informaciones, se entrevistó a personas, se buscó testigos. De quienes colaboraron se destacan Dr. Roberto Cassá como presidente de la Academia Dominicana de la Historia, los historiadores Emilio Cordero Michel, Francisco Henríquez, y Franklin Franco se unió al proyecto sin reservas y se integró como investigador emérito y vitalicio.
El proyecto se continuó conjugando y emprendió camino al reconocimiento nacional e internacional. En 2005 ganó la beca del Fondo del Embajador para la Preservación Cultural con fines de digitalizar la colección. Esta beca abrió las puertas a la posibilidad de poder optar al Programa "Memoria del Mundo". Posteriormente en julio del 2009 la colección del Museo Memorial de la Resistencia Dominicana sería registrada como "Memoria del Mundo" por la UNESCO.
En 2005 el Museo sufre un ventarrón, la Casa destinada al museo entró en litigio, la Fundación Testimonio se dividió y la Federación de Fundaciones Patrióticas perdió a dos miembros y el local del Museo. Más tarde y por medio de la Fundación Héroes del 30 de Mayo consiguen una casa en la Calle Arzobispo Nouel, donada por el Grupo Vicini (INICIA). Finalmente el Museo entra en fase semifinal.
Luego del reconocimiento Internacional, Nacional, de Museos Internacionales, Instituciones de Historia y diversos organismos más el Museo nace finalmente y 16 años después, en el 2011, abre sus puertas al público como uno de los Museos más modernos del Caribe.

## El Museo
El Museo Memorial de la Resistencia Dominicana recopila, organiza, cataloga, preserva, investiga, difunde y muestra los bienes del patrimonio tangible e intangible de la resistencia durante las dictaduras en República Dominicana. Su misión está vinculada a dar visibilidad a los hechos, testimonios y personas vinculadas a las luchas democráticas del país.
Es un lugar para conmemorar a los caídos, pero más que nada una institución educativa dedicada a concienciar a las nuevas generaciones sobre el valor de la vida y los derechos fundamentales del ser humano a la libertad, a actuar y expresar sus ideas sin temor a perder su familia, su dignidad y su vida. Es un recinto para conmemorar a los caídos en las luchas democráticas en República Dominicana durante el siglo XX.
La exhibición permanente inicia con un preámbulo explicativo sobre lo que son las dictaduras y el desmonte de toda una serie de mitos que la maquinaria de propaganda del régimen de Rafael Trujillo creó y arraigó en la creencia colectiva dominicana. La exhibición continúa con un recorrido cronológico con los antecedentes desde 1916, con la primera intervención de los Estados Unidos a República Dominicana y que fue el antecedente de la dictadura de Trujillo, hasta 1978 con el final de la dictadura de Joaquín Balaguer que fue herencia de aquella.
La exhibición está compuesta por una variedad de recursos museográficos que van desde la tradicional exhibición de objetos a la presentación de un holograma y dramatización de un animatronic. Esto complementado por un amplio material audiovisual.

## Ubicación
Está ubicado en la calle Arzobispo Nouel #210 en la Ciudad Colonial de Santo Domingo es una de las principales atracciones turísticas de la zona.